# José Celestino Mutis Airport
José Celestino Mutis Airport är en flygplats i Colombia.   Den ligger i departementet Chocó, i den nordvästra delen av landet, 400 km väster om huvudstaden Bogotá. José Celestino Mutis Airport ligger 20 meter över havet.
Terrängen runt José Celestino Mutis Airport är kuperad. Runt José Celestino Mutis Airport är det glesbefolkat, med 11 invånare per kvadratkilometer. Närmaste större samhälle är Mutis, 2,8 km norr om José Celestino Mutis Airport. I omgivningarna runt José Celestino Mutis Airport växer i huvudsak städsegrön lövskog.